# Sesson Yūbai

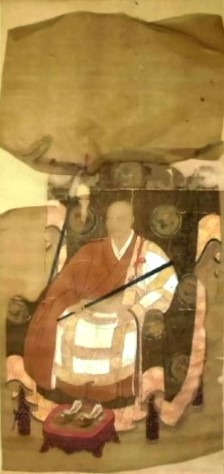
Sesson Yūbai

Sesson Yūbai (japanisch 雪村友梅; geboren 1290 in der Provinz Echigo; gestorben 14. Januar 1347 in Kyōto) war ein japanischer Mönch der Rinzai-Richtung des Buddhismus, der vom Ende der Kamakura-Zeit bis zur Zeit der Nord- und Südhöfe aktiv war.

## Leben und Wirken
Sesson Yūbai übernahm die Lehren des in Japan wirkenden chinesischen Mönchs Yīshān Yīning (一山 一寧; 1247–1317). Er zeichnete sich durch Poesie aus, trat schon früh der Jīngāng-fāngxià-Schule (金剛幢下) bei, die in der Yuan-Dynastie florierte, und war zusammen mit Ryūzan Tokuken (竜山 徳見; 1284–1358) maßgeblich an der Entwicklung der japanischen Zen-Literatur beteiligt. Ihm gefiel der Handschriftstil von Zhao Mengfu (1254–1322), und die handgeschriebene „Pflaumenblumen-Poesie“ (梅花詩) ist im Besitz des Hoppō bunka hakubutsukan (北方文化博物館, englisch Northern Culture Museum) in Niigata.
Als Jugendlicher wurde Sesson ein Lehrling von Yīshān in Kamakura und erhielt den Namen „Yūbai“ (友梅). 1307, im Alter von 18 Jahren, reiste er in das Yuan-China, wo er zu all dessen Vorfahren pilgerte und nicht nur zu Zen-Mönchen, sondern auch zu Priestern in Mausoleen Kontakt aufnahm. Er war auch aktiv im Schreiben von Gedichten und verfasste die Gedichtsammlung „Biwa-shū“ (岷峨集), während er in China war. Er hielt sich 23 Jahre in China auf und wurde während dieser Zeit  verdächtigt, ein Spion zu sein, und stand kurz davor, zur Enthauptung verurteilt zu werden. Aber es heißt, dass er dem Verbrechen entkommen ist, indem er „Rinken-ju“ (臨剣頌) von Mugaku Sogen (無学 祖元; 1226–1286) sang. Nach der Amnestie wurde er als Oberpriester des Tempels Cuìwēi-sì  (翠微寺) in Chang’an eingesetzt und erhielt vom Yuan-Gericht speziell den Namen Bǎojué Zhēnkōng (宝覚真空). Im Mai 1329 kehrte er nach Japan zurück.
Im folgenden Jahr 1330 trat Sesson die Nachfolge seines 1317 verstorbenen Lehrers Yīshān an und wurde Oberpriester des Tempel Jiun-ji (慈雲寺) in Suwa (Präfektur Nagano). 1343 wurde er auf Einladung des kaiserlichen Hofes, Ashikaga Takauji und Ashikaga Tadayoshi, in den Tempel Manju-ji, einen der fünf großen Tempel Kyōtos, aufgenommen. 1345 wurde er das 30. Oberhaupt des Kennin-ji. Ungefähr zu dieser Zeit freundete er sich mit dem Priester Koseki Shiren (虎関 師錬; 1278–1346) an und publizierte eine Auswahl von Shirens  „Genko shakusho“ (元亨釈書) – „Erläuterungen aus der Genko-Ära (1321 bis 1324)“. Im Dezember des Jahres 1346 brach er während des Gedenkgottesdienstes zusammen und verschied im folgenden Monat. Es heißt, dass er am liebsten die „Sutra of Perfect Enlightenment“ (円覚経, Engaku-kyō) predigte.